# TB-1 (航空機・ソビエト連邦)
TB-1
Ulyanovsk Aircraft Museum のANT-4
- 用途：重爆撃機
- 製造者：ツポレフ
- 運用者：ソ連空軍
- 初飛行：1925年11月26日
- 生産数：218機
- 生産開始：1929 - 1932
- 運用開始：1929年
- 退役：1948年
- 運用状況：退役

ツポレフ TB-1 （開発名称ANT-4）はソビエト連邦の重爆撃機である。長年に渡ってソ連爆撃機戦力の主力として運用された単葉機であり、ソ連で製造された初めての大型全金属製航空機だった。

## 設計と開発
1924年にソ連空軍はTsAGI (Центра́льный аэрогидродинами́ческий институ́т (ЦАГИ) – 中央航空流体力学研究所) に重爆撃機の設計を命じた。TsAGIはアンドレイ・ツポレフの率いる部門にその課題を担当させた。 ツポレフのチームはジュラルミン波板外板―これはフーゴー・ユンカースのユンカース D.Iが先駆者となった全金属製航空機の設計技術を利用するためのツポレフの先行研究に基づいていた―を用い、2つのネイピア ライオンエンジンを搭載した双発の全金属製単葉機 ANT-4を設計した。
最初の試作機は1925年にモスクワにあったツポレフの工場の2階で製作されたため、試作機を分解して運び出すために際に建物の壁を取り壊す必要が生じた。モスクワにあるホディンカ飛行場での再組立ての後、ANT-4は1925年11月26日に初飛行した。
ANT-4の試験は成功を収め、TB-1として生産に移されることが決定された。しかし生産は遅延した。これはアルミニウムの不足と、高価な輸入品のライオンエンジンの代替を見つける必要があったためだった。代替エンジンにはBMW VI、後にソ連による同エンジンのライセンス生産型のミクーリン M-17が用いられた。生産は最終的に1929年にモスクワのフィーリの元ユンカース社の工場で始められ、生産が終了する1932年までに、2機の試作機に続いて216機が生産された。
降着装置に車輪を装備した型とフロートを装備した型の両方が生産された（ANT-4水上機は合計で66機が生産された）。

## 運用

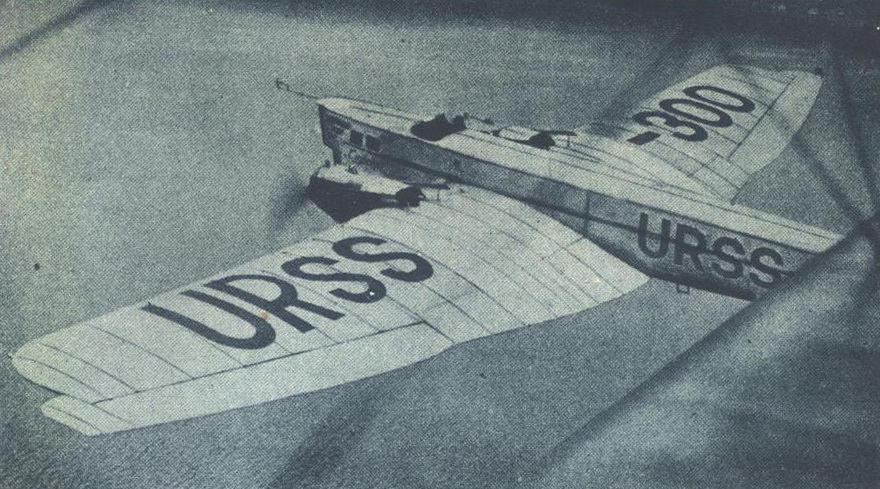
モスクワからニューヨークに飛行する"Страна Советов"号。1929年。

最初の生産機は非武装の民間機として完成され、"Страна Советов"（ソビエトの土地）と名付けられてモスクワからニューヨークへの宣伝飛行を行った。この機はシベリアを経由する東向きの航路をとり、21,242 kmの飛行距離と137飛行時間をかけて11月3日にニューヨークに到着した。 TB-1はソ連空軍の最初の標準的な爆撃機になり、フロートを装備した水上機型は雷撃機(TB-1P)として使用され、また航空測量にも用いられた。
TB-1は実験にもよく使用され、2機のI-4戦闘機を翼上に搭載するズヴェノー・プロジェクトの最初の母機としても使用された。
重爆撃機としてのTB-1は、よく似ているがはるかに大きな4発重爆撃機 TB-3に更新され、多くが民間機輸送機に換装されG-1の名称を与えられてアエロフロートとアビアアークティカ（アエロフロートの極地部門）で使用された。アナトーリィ・リャピヂェーフスキーの操縦するアビアアークティカのTB-1は1934年2月12日にベーリング海峡の近くで氷海に閉じ込められた チェリュースキン蒸気船の乗員救助の際に重要な働きをし、リャピヂェーフスキーはソ連邦英雄の称号を得た。G-1はアビアアークティカで1948年まで使用が続けられた。

## 派生型
TB-1
双発重爆撃機。ANT-4としても知られる。
ANT-4bis
3機目の試作機。
TB-1P
双フロート式の水上雷撃機型。
G-1
双発の輸送機型。

## 現存機
アビアアークティカでG-1として使用されていた1機のANT-4がUlyanovsk Aircraft Museumに保存されている。

## 運用者
ソビエト連邦
- アエロフロート
- ソ連空軍
- ソ連海軍

## 要目 (TB-1)
出典: The Osprey Encyclopedia of Russian Aircraft 1875–1995
諸元
- 乗員: 6名
- 全長: 18.00 m
- 全高: 5.1 m[11]
- 翼幅: 28.7 m
- 翼面積: 120.0 m2
- 空虚重量: 4,620 kg
- 運用時重量: 6,810 kg
- 動力: ミクーリン M-17水冷式V12エンジン 、510 kW （680 hp）   × 1

性能
- 最大速度: 178 km/h
- 巡航速度: 156 km/h
- 航続距離: 1,000 km
- 実用上昇限度: 4,830 m
- 上昇率: 3,03 m/s
- 翼面荷重: 56.8 kg/m2
- 馬力荷重（プロペラ）: 0.15 kW/kg

武装
- 固定武装: DA機関銃 6丁
- 爆弾: 1,000 kg

## 参照
- Duffy, Paul and Andrei Kandalov. Tupolev: The Man and His Aircraft. Shrewsbury, UK:Airlife Publishing, 1996. ISBN 1-85310-728-X.
- Gunston, Bill. The Osprey Encyclopedia of Russian Aircraft 1875–1995. London:Osprey, 1995. ISBN 1-85532-405-9.

The initial version of this article was based on material from Aviation.ru. It has been released under the GFDL by the copyright holder.